# Особняк с привидениями (аттракцион)
«Особняк с привидениями» (англ. Haunted Mansion) — тёмный аттракцион, расположенный в Диснейлендах в Анахайме, Токио и в Волшебном королевстве в Диснейуорлде. Он представляет собой тур по дому с привидениями на «Смертных повозках» (англ. Doom Buggies), которому предшествует прогулка с представлением. Аттракцион составляют старые классические трюки, спецэффекты и созданные при помощи аудио-аниматроники роботы. А также такие эффекты, как «живые» глаза одиннадцати зловещих портретов, мрачные следящие за посетителями бюсты тёти Лукреции и др. взяты из старых книг британских учёных.

## Описание
Аттракцион представляет собой особняк, «населённый» девятьсот девяносто девятью различными персонажами, которые вызывают страх: призраками, скелетами, монстрами, разными тварями, восставшими из мёртвых, нечистью и нелюдями. Следует отметить, что в особняке для детей всё подчинено игре разных образов, их смешение с другими вперемешку с теми, кто встречается на пути всего лишь один раз, есть и такие, которые встречаются по два (или редко три) раза; для взрослых — это экспозиция или ряд механических, электронных (как и на всех остальных аттракционах компании Дисней) устройств, как доказательство и просто наглядное представление о том как развивались наука, техника и спецэффекты в середине XX столетия. А именно что происходит в наши дни — аттракционы в Калифорнии и Диснейуорлде не раз были закрыты на реконструкции. Для создания новых эффектов некоторые комнаты были изменены до неузнаваемости. Для этой цели «Особняк с привидениями», как и другие крытые аттракционы во многих Диснейлендах, является визитной карточкой открывающей мир нанотехнологий. В некоторых панорамах, (например, такие, где есть портреты) присутствует типично американский чёрный юмор. Интересно, что в этом (и не только в этом) аттракционе очень хорошо сочетаются реальность с фантазией человека (не зря этот аттракцион решили построить в секции «Страна Фантазий» в Токийском Диснейленде).
Аттракционов «Особняк с приведениями» всего пять. Одно из них находится в Париже, но его тематика широко связана с «Легендой о Байкале и его дочери Ангарой» (нежели о Призраке Оперы, как думают многие), но аниматоры надёжно хранят тайну возникновения. Ещё один такой аттракцион есть в Китае, но там больше волшебной тематики, чем устрашающей. Но самое главное во всех четырёх в этом мире аттракционах сделано так, чтобы всё было как по идее строителей, М. Дэвиса и т. д. У этого дома как таковой истории нет. Но есть похожая на неё и она запутанная, драматичная и очень абстрактная. Калифорнийская версия аттракциона отражает тематику Нового Орлеана, в штат Луизиана, второй во Флориде особняк — в противовес калифорнийской, пытается внедрить новых персонажей, проживающих на северо-востоке США (в районе штатов Вирджиния, Мэриленд и округ Колумбия; судя по нидерландской готической архитектуре), вперемешку с калифорнийскими.

## Архитектура особняков
Первый исторический аттракцион в калифорнийском Диснейленде выстроен в духе Нового Орлеана и располагается он в секции «Площадь Нового Орлеана». В Диснейуорлде в Волшебном Королевстве внешний вид значительно отличается от калифорнийской версии. Там особняк выполнен в Голландском готическом стиле 1600-х годов и располагается он в секции «Площадь Свободы». В Токио особняк внешне ничем не отличается от версии в Диснейуорлде, разве что окна сильно разбиты и сломаны, и внешний дворик для общей очереди в особняк вмещает в себя больше людей, чем в Диснейуорлде. В Париже Поместье Фантома выполнено в духе Американского Дикого Запада (прототип того же дома из фильма Альфреда Хичкока «Психо»). И гонконгский «Особняк с привидениями» (который по сути таковым не является) выполнен в духе времён королевы Анны.

## Персонажи
Все персонажи Особняка либо вымышлены, либо заимствованы из старых фильмов и книг (например, ворон Эдгара По) и переосмыслены. «Особняк с привидениями» представляется как «счастливое пристанище» (англ. Happy Haunts) для 999 привидений со всего света, в котором есть место для ещё одного. В нём есть самые разные отсылки к древним легендам из самых разных и далёких стран, помимо самой Америки, включая бо́льшую часть Европы, Египет, Японию и даже Россию и другие страны.
Всё путешествие по поместью посетителей сопровождает голос призрака хозяина, озвученный Полом Фрисом в англоязычных парках, Тэйтиро Хори в Токио и Жераром Шевалье в Париже (в первые годы работы «Особняка с привидениями» в парижском Диснейленде присутствовал сопровождающий голос американского актёра на британском английском языке Винсента Прайса).
Во многих сценах может быть найдено изображение ворона, смотрящего за посетителями красными глазами. В набросках к аттракциону он рассматривался как один из возможных рассказчиков. Образ вдохновлён стихотворением Эдгарда По «Ворон». В записи 1969 года The Story and Song From The Haunted Mansion призрак хозяина клятвенно заявляет, что в птицу вселился дух старого ворчуна.
В одной из сцен может быть замечен скелет, пытающийся вылезти из гроба и взывающий о помощи. Он озвучен Ксавьером Атенсио, автором сюжета для особняка. В комиксах указывается, что скелет принадлежит некоему М. Девису, одному из строителей особняка. Это отсылка к аниматору Марку Дэвису, разрабатывавшего концепцию аттракциона.

### Портреты
В фойе аттракциона в Токио и в Диснейуорлде расположен портрет стареющего мужчины, выполненный в духе портрета Дориана Грея: прямо на глазах молодой человек стареет и превращается в труп.
Расположенные в Удлиняющей галерее (тесная восьмиугольная комната, сверху напоминающая юрту) картины появлялись в игре Epic Mickey и в фильме «Особняк с привидениями». Это 4 квадратных портрета, на которых изображены «обитатели» дома. Посетители изначально видят простые квадратные портреты, но потом платформа, на которой стоят гости, начинает незаметно перемещаться вниз, а портреты — «вытягиваться», что меняет всё впечатление о них. На первом портрете, согласно изначальным эскизам к аттракциону, изображён матадор Александер Нитрокков, стоящий на подожжённой бочке с динамитом. На втором — пожилая улыбающаяся женщина, пожилая вдова Констанция Хатчавэй, чей призрак обитает на чердаке, сидящая на могиле своего мужа Джорджа. На третьем портрете изначально виден один молодой человек, но на самом деле их трое, попавших в зыбучие пески. На последнем изображена задумчивая красавица-циркачка с оранжевым зонтиком, балансирующая над рекой, с аллигатором, который разинул свою острозубую пасть (идея портрета может напомнить сцену из мультфильма «Питер Пэн», где капитан Крюк борется с голодным аллигатором). Как только картины вытянулись в полный истинный размер, Голос Хозяина говорит невесёлую новость: в этом помещении нет окон и дверей, но всегда найдётся мой специальный путь. После этих слов, в комнате тут же потухает свет и наверху отображается помещение с висящим скелетом на верёвке. Это Мастер Грейси собственной персоной. Всё это сопровождается двумя оглушительными ударами грома и криком падающего скелета. Свет опять включается и Голос Хозяина говорит, что не будет пугать Вас преждевременно, ведь самый страх только всех ожидает. И он будет, если посетители будут держаться все вместе и фотографировать без фотовспышек.

С середины 1960-х годов все портреты широкого формата срисовывали с оригинала на бумагу формата A4. Приблизительно к 2005—2006 гг. Walt Disney Imagineering приобрёл широкоформатный принтер, способный распечатать один такой портрет в его натуральную величину за 12 минут.
В картинной галерее в Диснейленде и Диснейуорлде изображения на картинах меняются из-за освещения от вполне добрых до устрашающих. Всего картин пять. До 2005 года изображение менялось на них медленно. Каждый портрет имел по 8 слайдов, но выбрано из шести слайдов было только 2. То есть, так: первый портрет 1—4 слайды, второй портрет 1—8, третий 1—8, четвёртый 1—5 (в начале 2000-х было для разнообразия 2—5 слайды) и пятый 1—8.
Портреты были следующими:
1. Красивая египетская принцесса, лежащая на роскошном ярко-красном диване, с немного удивлёнными глазами. Она превращалась в пантеру, но после 2005 года вторым «я» оборотня стала белая тигрица. Портрет схож с  карандашным рисунком Амедео Модильяни, создавшего несколько версий с известной русской поэтессы XX века Анны Ахматовой.
2. Чёрный принц на своём коне. И лошадь, и всадник превращаются в скелетов. В одной из книг 2009 года про Республику Бурятия (Россия) была обнаружена скульптура, которая точь-в-точь по позициям и пропорциям напоминает портрет Чёрного Принца Львиное Сердце, из белого камня. И сейчас эта скульптура, напоминающая именно этот портрет, находится и в музее города Улан-Удэ, и при въезде в Монголию (Главные ворота).
3. Всё тот же стареющий мужчина, как и в фойе Токийского Диснейленда и Диснейуорлда. До 2005 года здесь была девушка по имени Медуза в красивой одежде золотисто-жёлтого оттенка с длинными золотистыми волосами, с бездушными глазами и улыбкой. Она превращалась в Горгону.
4. Величественный парусник, оборачивающийся кораблем-призраком. Вероятно, «Летучий голландец» или корабль из Пиратов Карибского Моря.
5. До 2005 года в Анахайме вместо Горгоны располагался портрет женщины, превращающейся из красавицы в старуху, при этом менялась надпись на картине: «Апрель» становился «Декабрём». Создатель портрета, Марк Дэвис, опирался на мистические литературные произведения не только писателей США, но и на европейские и русские произведения, подобно «Пиковой Дамы» А. Пушкина, старуха-процентщица из «Преступления и наказания» Ф. Достоевского и многое другое в этом жанре, чтобы создать портрет. Теперь на этом месте Горгона. Есть мнение, что портрет Апрель/Декабрь, судя по причёске, олицетворяет ту же даму, которая балансировала над раскрытой пастью аллигатора. Но самые подходящие сравнения:

— с супругой Эдгара По: Вирджинией Элизой По (Клемм), которая также фигурирует в некоторых его произведениях, как, например, в том же «Вороне», который стал основой аниматорам для создания ворона в The Haunted Mansion.

— если присмотреться, то на восьми слайдах портрета April/December дама странным образом стареет, сидя в одной и той же позе, что вызывает ассоциацию с печально известной традицией Post Mortem, где мертвецы сидели, лежали или стояли (фиксировались при помощи штатива) с открытыми глазами, а на закрытых веках зрачки специально рисовали. Для лучшего качества фотосъёмки выбирали в основном дагеротип. Эту мистическую традицию знали и использовали в Европе (чаще в Великобритании), Западная Россия и Северо-Восток США (в штатах Мэриленд и Вирджиния) исключительно в знатных семьях.
До этих изображений были ещё и другие пять, которые хранятся в архивах к версии аттракциона в Калифорнийском Диснейленде (и тоже каждый пятый портрет имел по 6, 7 и 8 слайдов). Кроме Горгоны был портрет Персефоны — богини плодородия и царства мёртвых (на портрете девушка в застывшей танцующей позе превращается в дерево; именно поэтому портрет не был избран, поскольку он не столько пугающий, сколько несёт в себе комические черты). Но в итоге из греческих мифов была выбрана только Горгона. Старенький суровый мужчина, продающий душу Дьяволу (очевидно Фауст; на портрете мужчина исчезает в пламени, после чего за стулом мы видим Дьявола в образе человека с бумажкой в руках, где написано «продано»). Следующий портрет — Фермерский дом с полем, который уничтожается степным ураганом и превращается в пустыню. Фруктовый натюрморт, где сочные фрукты (виноград, бананы, доля арбуза, апельсины, персики, чернослив и яблоки) перевоплощаются в гнилые. Цветы на окне — идея та же, что и с «фруктами» — цветы засыхают и обрастают паутиной и пылью. Поскольку некоторые из этих портретов, суть которых мало известно публике (или, скорее всего, неизвестны совсем), будут вызывать много вопросов, их решили отложить в архивы.
Картинной галерее было отдано должное в фильме 2003 года. В фильме портрет всадника использован портрет Наполеона (оригинал из Лувра), чем Чёрного Принца Львиное Сердце. Также два остальных портреты — Мадам Рекамье и Римлянка Лейтона — взяты из Лувра. Самый первый портрет, который видно в фильме, вероятно Уильям Тернер или даже Айвазовский.

#### Зловещие одиннадцать
В портретном коридоре в Диснейуорлде до 2007 года было расположено 11 портретов, известных как «Зловещие одиннадцать» (англ. Sinister Eleven). С портретов за каждым движением посетителей следят призраки. Большинство из них взяты из неиспользованных идей Марка Девиса для меняющихся портретов. Теперь на этом месте только 4 новых портрета, которые есть в Анахаймском аттракционе (они в следующем порядке: «Женщина-тигрица», «Корабль-призрак», «Рыцарь» и «Горгона»). Зловещие 11 портретов есть только в Токийском Диснейленде. Портрет «Декабрь» взят из коллекции «Walt Disney Imagineering», которую основал М. Дэвис. Только портрет без надписи «Декабрь» в правом верхнем углу (её нет, потому что кто увидит её, не поймёт что она означает).
- Призрак хозяина, чей голос сопровождает посетителей во время всего аттракциона.
- Вампир, держащий в руке светильник. Основан на идее меняющегося портрета графа Дракулы.
- Медуза с меняющегося портрета Горгоны, взятый из Анахайма.
- Старуха с портрета «Декабрь», взятый из Анахаймского Портрета «April/December», её вариант без надписи December в правом верхнем углу.
- Дьявольская парочка. Основан на идее меняющегося портрета, где жена душит своего мужа.
- Загадочная женщина с оперными пенсне и чёрной кошкой.
- Крестьянин с мешком за плечами. По идее должен был обращаться в волка.
- Джек Потрошитель — в цилиндре, с ножом и усмешкой на лице.
- Вальпургиева ведьма, обращавшаяся в козу на неиспользованном меняющемся портрете.
- Жестокий мужчина с бородой. Изображение основано на меняющемся портрете Распутина.
- Капитан Калпеппер Кляйн — утонувший моряк. Его тело находится в «Гробнице морского капитана» в ванне с солевым раствором (аниматоры утверждают, что капитан страдал аллергией на грязь) за пределами особняка в Диснейуорлде.

### Бюсты
Бюст тёти Лукреции. Строгая женщина в возрасте. В общей сумме их 21: два в Калифорнии, восемь во Флориде, те же восемь в Токио (план Особняка внешне и внутри совпадает с планом Особняка во Флориде), один в Париже (план Поместья только внутри совпадает с планом Особняка в Калифорнии) и два в Китае.

## История создания
Идея аттракциона появилась ещё до открытия первого Диснейленда в Анахайме. На первых набросках Главной улицы предусматривалось ответвление, ведущее к виду заброшенному дому. Но к моменту открытия парка в 1955 году оно не было построено. Уолт Дисней поручил разработку этой идеи Кену Андерсону. Планировалось создать территорию, выполненную в духе Нового Орлеана, между Приграничной страной и Миром приключений.
Строительство началось в 1962 году и было внешне завершено в следующем году, но аттракцион удалось открыть только в 1969 году. 6-летняя задержка по отношению к изначальным планам была вызвана Диснеевским участием во Всемирной выставке в Нью-Йорке в 1964—1965 годах, а затем перестройкой аттракционов после смерти Уолта Диснея в 1966 году.
В других парках аттракцион был открыт позже: в Волшебном королевстве в 1971 году, в Токио — в 1983, в Париже — в 1992, а в Гонконге — в 2013 году.

## Техническое оснащение
До 2005 года пять портретов менялись медленно. И такой эффект можно было создать у себя дома на обычном компьютере. Этот эффект называется (в программе Movie Maker) «Плавный переход», а в Windows шестой и седьмой версиях он называется «Наплыв» (например, следующего изображения, кадра, видеоотрывка и т. д.). Со временем эти портреты стали неинтересными и скучными. Им пришлось не только поменять портреты местами и добавить один новый, но и сделать новую технику их превращения (меняющийся портрет «Красавица Мисс Апрель/Старая вдова Мисс Декабрь» был полностью удалён из галереи в январе 2005 года). Теперь, под каждый удар грома и сверкания молнии, портреты мерцают своими «чудовищами». И многие даже вздрагивают от резких звуков молнии и бегают мурашки, когда видишь, в кого именно меняются портреты. Сразу создаётся ощущение, что вы забежали в заброшенный дом во время дикой грозы. Такой эффект появился и в Диснейуорлде в 2007 году. И в том коридоре, где висели «Зловещие 11» осталась только Горгона (но она теперь висит на правой стене в конце комнаты, а справа — три окна, откуда сверкает молния). Остальные 10 портретов развесили в разные места (и теперь глаза портретов не следят за посетителями). В зале, где людей загружают в «Смертные повозки», висят 7 портретов (слева: «Крестьянин», «Джек Потрошитель» и погибший моряк Калпеппер Кляйн; справа, за Смертными повозками висят 4 портрета: «Призрак Хозяина» или «Хоста», «Распутин», «Гётевская Ведьма с Вальпургиевой ночи» и «Граф Дракула»). Между Залом Загрузки и Портретной галереей слева висят 2 портрета: "Старая карга «Декабрь» (его очень трудно разглядеть из-за мрачной темноты, чем портрет, находящийся выше от него) и за зелёными перилами «Дьявольская парочка». Между Бальным залом и Чердаком с невестой Констанцией висит последний портрет — «Оперная девушка с чёрной кошкой и пенсне» (его вы не пропустите, так как он очень хорошо освещён). Интересно, что если заглянуть в документы про портреты и найти оригиналы тех портретов, которых вообще нигде не использовали, то можно найти портрет первого русского царя и всея Руси Ивана Грозного. Но из-за Холодной войны создатели интерьера этой галереи и по совету Марка Дэвиса его решили не удалять, а просто убрать в архив и забыть про него.

### Призрак в цилиндре (Hatbox Ghost)
Впервые его появление было в старых комиксах. Это обезумевший призрак человека-тени, старика, голова которого исчезала с плеч и отображалась в круглой коробке, которую он держит в левой руке. Его первое появление в калифорнийском аттракционе было 9 августа 1969 года. Но он быстро сломался и больше не появлялся вплоть до 2015 года. Хотя его материалы оказались годными для создания другого робота в другом аттракционе в Волшебном Королевстве во Флориде. 9 мая 2015 года призрак вернулся на своё прежнее место в немного обновлённом обличии. Для его триумфального возвращения создателям пришлось закрыть аттракцион на 4 дня. Специально было сделано для его возвращения сначала окно с летучей мышью, а потом на этом месте появился балкон, выходящий на кладбище. Голова призрака была уже не раскрашенной, как раньше, а цифровой голограммой со звуком. Перед тем как его голова исчезает, он зловеще смеётся. Очень хорошо видны через тёмно-синий костюм ребра, что выглядит довольно устрашающе. Скорее всего именно он — хозяин Особняка, поскольку его часто любители и фанаты отображают как одного из главных владельцев Особняка.

### Музыкальная комната (Music Room)
Эту тему рассматривают отдельно, так же, как и портреты. Надо сказать, сам Уолт Дисней уделял огромное внимание музыке. Первый Особняк в Калифорнии был оснащён фортепиано на чердаке со старой невестой ещё на заре 1990-х годов. Но первое появление пианиста и фортепиано состоялось в Диснейуорлде в 1971 году (тот же пианист-призрак на чердаке появился только после реставрации в сентябре 2007 года). Музыкальную композицию, которую исполняют оба пианиста, — это две разные вариации на тему Grim, Grinning Ghosts. Вариация, звучащая в музыкальной комнате в Диснейуорлде, называется «Rachmaninoff variation», благодаря размеренным аккордам, которые могут напомнить сочинение «Колокола» Рахманинова. А вариация для пианиста на чердаке называется «Свадебный марш», поскольку в комнате находится призрак невесты. Сам свадебный марш — адаптированный вариант свадебного марша Вагнера из оперы Лоэнгрин (хор в начале 3 действия). Адаптация больше напоминает похоронный марш, нежели свадебный. Интересно отметить то, что из всех трёх Особняков только в Диснейуорлде есть присутствие двух фортепиано (после летней реставрации 2007 года). И только у единственного фортепиано в музыкальной комнате в Диснейуорлде есть 88 клавиш, как у современного инструмента.

В парижском Phantom Manor есть тоже два фортепиано: в отдельной музыкальной комнате (по звучанию он больше напоминает Хаммерклавир, а внешне — клавикорд, а не фортепиано), и в Призрачном каньоне, в салуне.

### Мадам Леота (Madame Leota)
Говорящая женская голова в хрустальном шаре. От её «невесёлых и завораживающих» заклинаний происходят вибрации, от чего души умерших в Особняке и на Кладбище поднимаются из могил и начинают развлекать посетителей. На некоторых официальных форумах сказано, что мадам Леота была убита за неправильное предсказание одного из очень жадного жителя Особняка, именуемым как Master Gracey, который впоследствии встретился с её призраком в шаре и он, околдованный ею, обезумел и не смог найти покой после смерти. В октябре 2014 года в тематический магазинчик Memento Mori в Волшебном Королевстве (Орландо) был украшен «прижизненным портретом» мадам Леоты, до её убийства. Через каждые 60 секунд на портрете появляется призрачное освещение и на портрете появляются загадочные и мистические свечения в их нестандартных видах (призраки неупокоенных душ). 

Идея принадлежит известному в Калифорнии аниматору и художнице Леоте Тумбс-Томас (Leota Toombs-Thomas; 1925—1991), девичья фамилия Уортон, личному другу Уолта Диснея. Примерно в 17 лет она пришла работать в студию и очень скоро за свои первые успехи в работе была переведена в самую элиту компании и стала помогать руководителям с некоторыми проектами для первого Диснейленда. Дважды была замужем. Первый её брак был совместно с Harvey Toombs, человека-легенды, «отцом ключевой части любого Диснейленда» — Fantasyland, то ради чего собираются дети со всего мира в этом парке. В самый разгар 1960-х от её участия и, прежде всего, возвращения в компанию решалась судьба будущей компании (теперь уже бренда). Несмотря на безвременный уход из жизни её первого мужа, Леота смогла вернуться в родную компанию. Она была почётным членом сообщества и активным участником Нью-Йоркской двухгодичной выставки. В день её 44-го дня рождения, а именно 9 августа, и открывается первый Особняк с Привидениями в калифорнийском Диснейленде. Но до рассвета компании Леота не дожила. Она безвременно скончалась у себя дома в Калифорнии, 21 декабря 1991 года. Её прах был развеян, а мемориальная доска есть в знаменитом парке Форест Лоун, в Калифорнии, там же, где находится доска знаменитостей Золотого века киноиндустрии, в том числе и Уолта Диснея.

Процесс создания образа мадам Леоты.

Лицо для мадам Леоты взяли с Леоты Тумбс-Томас. А озвучила её знаменитая киноактриса Элеонор Одли (она также озвучила Малефисенту в Спящей Красавице и Мачеху из Золушки), несмотря на туберкулёз. Видеозапись проекции лица Леоты создавалась приблизительно в конце 50-х/на заре 60-х годов. Поскольку для того времени было трудно найти качественную видеокамеру, каждый кадр после съёмки должен был подвергнуться качественной обработке по расслоению, наложению отформатированных копий кадров, аккуратному добавлению размытия и чёткости кадра одновременно и потом уже добавления цвета, используя три линии цветов: красный, зелёный и голубой. После этого кадры добавили на ленту для специального проектора. В 1970-х годах, совместно с японскими технологиями, были замены на более лучшие усовершенствованные проекторы. В 1995 году все проекции ко всем аттракционам были опять подвергнуты изменениям, но уже при помощи цифровой обработки, и установлены на всех аттракционах в Калифорнии, Флориде, Токио и Париже.

Память о Леоте Тумбс-Томас.

В 2001 году, к 10-летию кончины Леоты Тумбс-Томас, у самого входа в Особняк в Диснейуорлде, с левой стороны было добавлено живое надгробие Леоты. Барельефное лицо открывает глаза и наблюдает за потоком посетителей, входящих в Особняк. Под лицом надпись: «Дорогая, милая Леота, Любимая всеми, Сейчас она живёт не с нами, Однако имея лишь форму в виде шара». Оригинал: 

«Dear Sweet Leota, 

Beloved By All, 

In Regions Beyond Now, 

But Having A Ball».

Леота Тумбс-Томас посмертно награждена именем Disney Legend в 2009 году. Интересно отметить, что в этом же году вышел мультфильм Принцесса и лягушка, в одной из сцен на кладбище Нового Орлеана, можно заметить то же надгробие Леоты, что находится возле Особняка с Привидениями во Флориде, как говорилось ранее. То же лицо Леоты для живого надгробия можно встретить на величественных воротах в гонконгском Диснейленде, однако оно не живое.
После смерти Леоты Тумбс, ныне значительное место заняла одна из двух её дочерей, ведущий аниматор и почитаемый друг нынешнего состава аниматоров — Ким Ирвайн (Kim Irvine). Она так же снялась в роли мадам Леоты для празднования Haunted Mansion Holiday, посвящённого стилистике Тима Бертона («Nightmare Before Chrismas»), который проводится ежегодно в Калифорнии и Токио начиная своё празднование в канун Halloween, в сентябре-октябре, и заканчивая 31 декабря. Сотрудники за две недели добавляют украшения в стиле «Кошмара перед Рождеством» достаточно много, заменяя пустые пространства на всякие вещи, в виде подарочных коробок, игрушек и добродушных монстров из одноимённого мультфильма. Также меняют все проекции. Вместо поющих бюстов — поющие тыквы (тоже проекции). Музыка тоже меняется на устрашающе-праздничную.

### Маленькая Леота (Little Leota)
Возникновение этой идеи произошло точно не сразу, только по возвращению в Калифорнию той же Леоты Тумбс-Томас из девятилетнего пребывания в городе Орландо, Флорида по случаю открытия Magic Kingdom. Это маленький тоненький призрак, ожидающий на выходе испуганных посетителей, особенно юных. Само возникновение этого духа произошло по событиям, случившимися впервые в Западной Европе, особенно в Ирландии, однако его прообраз известен даже в Японии. Само появление призрака юной девушки или милой старушки происходило обычно один раз в жизни или два, глубокой ночью (редко днём) на кладбище или в спальне, которая раньше принадлежала этому призраку. Эта встреча означало то, что призрак спешит предупредить о скорейшей смерти кого-то из членов семьи или близких родственников. Такое явление дало название призраку, заимствованное из ирландского фольклора о «Банши». Но на выходе из Особняка Маленькая Леота ничего подобного не предвещает. Здесь она просто своим манящим голосом молит о скорейшем возвращении в Особняк с Привидениями, чтобы гости насладились фантасмагорической свистопляской ещё раз. 

Hurry back! Hurry baaack! Be sure to bring your Death Certificate. If you decide to join us. Make finale arrangements now. We’ve been dying to have you!
«Возвращайтесь к нам поскорее! Возвращайтесь к нам поскорее! И не забудьте только свидетельство о смерти… …если вы хотите к нам присоединиться, позаботьтесь о своих „проводах“ уже сегодня. Мы до смерти рады вам!»
На этот раз и проекция лица, и голос Маленькой Леоты принадлежат самой Леоте Тумбс-Томас.

## Новая очередь в Диснейуорлде
В Волшебном Королевстве, в апреле 2011 года, чтобы людям не было скучно стоять в длинной очереди — что возникает иногда, чаще зимой — перед входом в дом, за одну ночь работники WED Enterprises (ныне Walt Disney Imagineering) поставили рядом с кладбищем интересные экспонаты. Пять бюстов и могила магистра Эдварда Грэйси, стоящие в начале — всё это жители Призрачного поместья. Так же там стоит надгробье Марка Дэвиса (надпись: «Grandpa Marc», 1913—2000) и создателя идеи Особняка — Ксавьеро Атенсио, ныне здравствующий. Там же имеется интересный музыкальный экспонат — Музыкальные барельефы с изображениями музыкальных инструментов. Если до них дотронуться, то зазвучит главная музыкальная тема, о которой было написано выше, в статье «Музыка в аттракционе». А на другой стороне изображены те же самые рельефные музыкальные инструменты, но только их дьявольское звучание (с диким криком кошки), будет наоборот пугать, а не радовать. Между стенами находится двухмануальный орга́н. Осторожно прикоснитесь к клавишам (они не нажимаются как на настоящем инструменте) и музыкальный инструмент заиграет главную тему в похоронном духе. Следующий экспонат — маленькая могила с надгробьем Мастера Грейси (иногда на неё кладут красный цветок; редко розу). Следующий экспонат — «Поющая ванна Капитана». Если к ней подойти близко, то Капитан чихнёт и обрызгает вас. А когда его никто не тревожит, он начинает петь и мыться и пускать мыльные пузыри. Капитан с большого портрета погибшего Капитана К. Кляйна помещён в ванну с солевым раствором, так как он страдает аллергией на грязь. Последний «живой» экспонат — поэтесса Пруденс Поук (Prudence Pock). На её книге появляются четырёхстишие с чёрным юмором:

Hello! Anybody out there?

Muses! You have to speak up!

Our brave guide announced:

«There’s no quicksand around!»,

But the very next moment

He had sunk… [underground].

(перевод)
Здравствуйте! Кто-нибудь есть?

Музы! Вам стоит поторопиться (с ответом)!
Наш храбрый руководитель сказал нам:

«Здесь нет зыбучих песков!»,

Но в следующую секунду

Он провалился… [под землю].

Мини-игра заключается в том, что последнее слово вы должны сказать вслух сами. Если назвать слово правильно, то оно появится в книге и поэтесса вас поощрит приятными словами. Поэтесса долго ждать не может — это её гноит. Так что вам нужно соображать быстро, если вы решили поучаствовать в этой мини-игре. В конце очереди вас ожидают вымышленный колумбарий и надгробные памятники, которые трогать не рекомендуется.

## Другая техника и «сюрпризы»
Такие спецэффекты, растерянный бедняга, пытающийся выбраться из гроба, канделябра, которую держит невидимый призрак, самоиграющее пианино, появление/исчезновение гостей (призраки Пеппера), говорящая женская голова в хрустальном шаре, скрипящие двери и бушующие духи заброшенного кладбища — всё это создаёт атмосферу страха, жутких образов, которых вряд ли можно увидеть в личной жизни, криков и т. д. Пугающие звуки издавали талантливые актёры, работники проекта аттракциона, но некоторые звуки были записаны в старых помещениях (скрип дверей, шумы, стучания и т. п.), на природе (разные птицы и звери) и музыкальные инструменты, созданные в XX веке (оркестр). Конечно, каждого посетителя, кто наберётся смелости зайти в Призрачное поместье, удивит такое изобретение, как женская голова в шаре. Да при том ещё и говорящая. В Диснейуорлде впервые шар с головой гадалки Мадам Лео́ты (англ. Madame Leota) стал летать над столом. Рядом с ней летают музыкальные инструменты, которые висят на верёвке (если постараться, то это можно хорошо увидеть). В Токийской и Французской версии этого аттракциона хрустальный шар с головой гадалки не летает, а стоит спокойно на столе (в Париже двигается только стол, на котором стоит подставка с этим шаром).

В Диснейуорлде до 2007 года между Комнатой Музыки и Бесконечным Коридором с висящей канделяброй, была комната с огромными разноцветными пауками, сидящих неподвижно на своих больших паутинах. Но теперь на этом месте появилось кое-что поинтереснее огромных пауков — Лестницы. Если присмотреться повнимательнее, то можно заметить чьи-то следы зелёного оттенка, которые появляются и исчезают. И ещё там много свечей на канделябрах (Канделябра с тремя свечами и больше — один из главных символов Призрачного Поместья, который был в фильме 2003 года). Такая новая комната есть только в Диснейуорлде, а пауков можно увидеть теперь только в Токийской версии аттракциона. 

Идея про следящие за посетителями глаза была ещё некой «дурной славой» аттракциона в Диснейуорлде. Сейчас эта идея развивается всё более интенсивней, чем до постройки первого Диснейленда в Калифорнии. Ведь впервые эта идея была реализована для другого аттракциона — Пираты Карибского моря, и именно исключительно для калифорнийского Диснейленда; перед выходом из аттракциона лодка с посетителями поднимается наверх и проплывает до зоны высадки, и между этим слева люди могут увидеть зелёные глаза за клеткой.

## Смертные Повозки
Смертные повозки — гениальное устройство передвижения по «Особняку с привидениями». После короткого эксцентрично-неожиданного превью-шоу в закрытой восьмиугольной комнате, посетители либо имеют шанс закончить тур, продолжив приключение по аттракциону, либо могут покинуть аттракцион (по собственному желанию или если детям стало страшно или скучно) через запасной выход для посетителей «Chicken Exit» — доступен только в калифорнийском Диснейленде и в Диснейуорлде. Собственно, Смертные повозки — непрерывная цепь чёрных согнутых полукругом сидений, очень напоминающие коляску. В Калифорнии и Париже их всего 131, а во Флориде и в Токио — 160 (в общей сумме их 582). Эта «непрерывная цепь» двигается бесшумно и очень медленно (это для того, чтобы каждый посетитель смог увидеть каждую деталь или заснять на фотоаппарат, телефон, видеокамеру и т. д., причём сидя в ней совершенно спокойно). Гениальное приспособление имеет рычаг, который опускается во время посадки в повозку и поднимается во время высадки из неё. Её невозможно назвать «рычагом безопасности», так как повозки двигаются настолько медленно, что рычаги понадобятся только после «Чердака с невестой Констанцией» (повозка поворачивается и теперь она смотрит как бы «назад» и при этом вы едете задом; это происходит недолго. Каждая повозка рассчитана на одного, двух или редко трёх человек (например, два взрослых и один ребёнок). Сидеть в повозках нужно спокойно и не паниковать, особенно если движение приостановили (это бывает только в том случае, если сажают ребёнка-инвалида или пожилых людей). Бывали случаи, когда повозки останавливали на более длительное время, а после этого совсем всё выключали вокруг и просили уйти с аттракциона — это означает, что аттракцион нуждался в быстрой починке (до следующего дня) или аттракцион закрывали на ночь.

## Memento Mori
На территории Площади Свободы в Диснейуорлде 6 октября 2014 года был официально открыт первый тематический магазин сувениров на тему Особняка с Привидениями, состоящий из трёх помещений. Он был открыт на месте бывшего магазина сувениров The Yankee Trader, существовавшего ещё с 1970-х годов. Сейчас гостям предлагают не только сугубо оригинальные полезные сувениры, подарки и разные вещи (формочки для льда в виде летучей мыши, чехлы для iPhone, футболки, кепки, толстовки, сумки, шариковые ручки в гробиках, посуду и др.), но также сделать необычный голографический фотоснимок на память, который будет перевоплощать обычное человеческое лицо в лицо призрака, якобы обитающего в Особняке. В Калифорнии неподалёку от Особняка некоторые сувениры из Memento Mori можно также приобрести, но не все. На данный момент в Интернете ходят слухи о строительстве похожей на Memento Mori тематической лавке в Диснейленде Париж (ограниченная коллекция сувениров к Phantom Manor), по всей видимости продажа будет временной.

## Современная литература, источники и комиксы
Первым литературным источником стала книга Haunted Mansion — Enter if you dare: Tales from the Haunted Mansion — под редакцией Nicholas Stephens, первый выпуск 31 октября 1995 года.

The Unauthorized Story of Walt Disney’s Haunted Mansion — под редакцией Jeff Baham¹, 2001 год: первая редакция. 2014 год: вторая редакция (обновлённая) 150 страниц. Исторический материал, справки, факты, легенды и мифы.

The Unauthorized Story of Walt Disney’s Haunted Mansion — 2 часть книги. Релиз: 12 декабря 2016 года.

The Haunted Mansion: From the Magic Kingdom to the Movies — эксклюзивное издание под редакцией Jason Surrell, 2003 год: факты о съёмках фильма «Особняк с привидениями», которые проходили в октябре 2002 года. Сюда включены редкие фотографии «Behind the Scenes», интервью актёрского состава, режиссёра Роба Минкоффа и продюсеров.

Tales from the Haunted Mansion — собрание страшилок на тему The Haunted Mansion. Год выпуска — 2016. 234 страницы.

The Haunted Mansion: Imagineering a Disney Classic (From the Magic Kingdom) — под редакцией Jason Surrell, выход в свет — август 2015 года, дополненное издание к предыдущему, 132 страницы. Редкие фотографии и изображения, цитаты, новые сведения. Продаётся в Memento Mori.

Long-Forgotten Haunted Mansion — доступный блог на английском языке писателя и публициста Daniel Olson, личного друга Jeff Baham. В блоге приводятся доскональная документация, сравнения с историческими, правдивыми атрибутами, примеры, редкие снимки и гравюры (США во времена Гражданской войны, история Европы, Оккультизм, Демонология). Больше разъяснений каждого архива из данного блога можно отыскать на форуме MiceChat.com и Mousetalgia.com. Последний отражает несравненное большинство редких лучших фактов, которые любители и сотрудники накапливали за все годы существования аттракционов, а также гости и администрация американских диснеевских парков.

Haunted Mansion. Marvel Comics. Впервые о комиксах заговорили в 2005 году. Туда входили основные и новые истории, перечисляющие основные этапы жизни Master Gracey. Эту работу составлял Roman Dirge. Второе издание комиксов представляло собой мини-серии в пяти частях, созданные Marvel Comics для их издания от имени компании Disney Kingdoms, выпустившие в свет историю в пяти частях 9 марта 2016 года.